# CAR-15
La Colt Automatic Rifle-15 Military Weapons System (o CAR-15) era una famiglia di armi da fuoco basate sull'ArmaLite AR-15/M16 e prodotte dalla Colt's Manufacturing Company nei tardi anni sessanta e inizio anni settanta del XX secolo.
Anche se tecnicamente la CAR-15 è una famiglia di armi che va dalla carabina al fucile mitragliatore, il nome è genericamente usato per indicare tutte le versioni in carabina dell'AR-15/M16, anche se questo non è il suo nome ufficiale.

## Storia
Dal 1965, la Colt provò a pubblicizzare la sua M16 come piattaforma modulare adattabile a vari impieghi, in maniera simile al suo competitore principale, lo Stoner M63. Grazie a vari tipi di gruppo superiore (cioè le parti sopra al castello) poteva essere trasformato in carabina, fucile d'assalto, fucile mitragliatore a canna pesante, "survival rifle" (fucile da sopravvivenza) e mitragliatrice leggera (versione subito abbandonata).
Ogni versione aveva un numero di modello Colt per una più facile identificazione all'interno dell'azienda, ma tutte le versioni progettate - tranne il Commando (XM177) ed il Rifle (M16A1) - che 
rimasero solo prototipi, non venendo mai prodotti massicciamente.
Siccome solo le due suddette varianti vennero acquistate dall'esercito statunitense, dopo la fine della guerra del Vietnam, la Colt abbandonò l'idea di famiglia modulare, continuando a sviluppare fucili a canna pesante, carabine, e armi del tipo Commando. Questi furono commercializzati per usi militari sotto il nome di M16 o M16A1, e per uso civile o di polizia come arma semi-automatica con il nome di AR-15. Nella metà degli anni '70 il Bureau of Alcohol, Tobacco, Firearms and Explosives dichiarò che il moderatore da 10,63 cm in uso su alcuni modelli era un silenziatore; durante la presidenza di Jimmy Carter il dipartimento di Stato degli Stati Uniti d'America proibì la vendita di silenziatori ad altre nazioni, così la Colt progettò un modello senza moderatore.
Le versioni Colt Commando e XM177 continuarono ad essere date in dotazione all'esercito dopo il conflitto in Vietnam, oggi alcuni modelli di CAR-15 Commando sono in uso con alcune forze speciali di polizia, come i Batalhão de Operações Policiais Especiais.

## I modelli della linea

### CAR-15 Rifle
Il Modello 603 CAR-15 Rifle fu preso in dotazione dall'United States Army come XM16E1 e poi con il nome di M16A1. Il Modello 604 fu adottato dalla United States Air Force con il nome di M16. L'unica differenza tra il 603 e 604 era la presenza del dispositivo di chiusura forzata dell'otturatore (forward assist) sul 603.

### CAR-15 Carbine
La carabina Modello 605A CAR-15 era la versione accorciata, differente dall'M16 soltanto per la lunghezza della canna, che terminava subito dopo il mirino frontale.
Il Modello 605B non ha il forward assist, ma ha un selettore di fuoco a quattro modalità (sviluppata da Foster Sturtevant nel dicembre 1966), cioè sicura, fuoco semiautomatico, raffica da tre colpi e fuoco automatico. Al contrario dei normali selettori a tre modalità, che hanno un arco di 180°, questo aveva un armo di rotazione di 360° e poteva essere girato sia in senso orario che antiorario. La raffica poteva essere modificata per sparare due o sei colpi, invece che i tre standard. Il calcio era quello della versione Rifle (fucile). I Navy SEAL lo iniziarono ad usare dal 1962.

### CAR-15 Heavy Assault Rifle
Il fucile d'assalto pesante Modello 606 CAR-15 usava una canna pesante (Heavy Barrel Assault Rifle, HBAR) per permettere il fuoco automatico sostenuto, ma non aveva l'opzione del cambio rapido della canna come per il M1918 Browning Automatic Rifle. Poteva essere dotato di vari tipi di bipiedi.

#### CAR-15 Heavy Assault Rifle M1
Il CAR-15 Heavy Assault Rifle M1 usava il caricatore a scatola standard da 20 colpi dell'M16, il che ne limitava la capacità di fuoco prolungato. Il caricatore per M16 da 30 colpi non fu disponibile fino al 1969. Il Modello 606A era dotato di forward assist, il Modello 606B era dotato di forward assist e selettore di fuoco a quattro posizioni. L'esercito ne acquistò meno di 200 pezzi per le prove del Small Arms Weapons Systems (SAWS) nel 1965.

#### CAR-15 Heavy Assault Rifle M2
Il CAR-15 Heavy Assault Rifle M2 era la versione alimentata a nastro, utilizzante castelli superiori ed inferiori pesantemente modificati. Rob Roy, ingegnere della Colt, ideò una scatola per l'alimentazione che poteva contenere il nastro da 50 o 120 colpi e i bossoli espulsi e le maglie del nastro disgregato. Era simile alla versione AR-10 alimentata a nastro, ideata da Eugene Stoner e John Peck della ArmaLite. L'esercito ne valutò l'impiego come mitragliatrice da portellone per gli elicotteri, ma non l'adottò e di conseguenza ne furono prodotti meno di 20 esemplari.

### CAR-15 Submachine Gun
Il mitra Modello 607 CAR-15 (Submachine Gun, SMG) era un'arma compatta ideata per l'utilizzo da parte di forze speciali ed equipaggi di veicoli. Anche se strettamente parlando una pistola mitragliatrice (submachine gun) è un'arma che spara munizioni da pistola con fuoco automatico, la Colt, Heckler & Koch, e Zastava Arms le chiamano le carabine compatte per differenziarle dalle versioni più lunghe.
Fu il primo AR-15 con calcio retrattile, il quale sembrava una versione accorciata del calcio fisso, ma con un incastro a due posizioni che permetteva di allungarlo di 6,75 cm. Essendo la canna troppo corta per poter utilizzare una baionetta, non era dotata dell'apposito inserto.
Ne furono prodotti circa 50, la maggior parte dati in dotazione a Navy SEAL e corpi speciali dell'esercito, ma alcune furono date alle unità K-9 (con cani) dell'esercito. Siccome non fu mai prodotto in serie, i CAR-15 SMG venivano montati con i pezzi disponibili, I primi modelli con castello di M16 e impugnatura a pistola accorciata della versione "survival rifle", e la versione Model 607A con castello di XM16E1 (M16A1) ed impugnatura standard.
A causa della canna corta faceva un forte rumore e una grande vampata durante lo sparo, così furono adattati vari tromboncini rompifiamma di M16, che però non erano molto efficaci. Il settembre 1966 fu creato un apposito moderatore da 8,75 cm che diminuiva rumore e vampata, aumentando anche l'affidabilità dell'arma, grazie all'aumento della spinta posteriore. Anche il moderatore dava problemi però, aumentando lo sporcamento interno della canna e facendo deviare fortemente i proiettili traccianti. Così fu ideato un secondo moderatore da 10,63 cm con sei fori ed una camera di espansione per i gas combusti, diminuendo ulteriormente la vampata ed il suono, mantenendo però i problemi del modello precedente. Il secondo modello divenne lo standard per la serie Commando e SMG.

### CAR-15 Survival Rifle
La carabina da sopravvivenza Modello 608 fu progettata per l'uso da parte di aviatori abbattuti per, come indica il nome, compiti di sopravvivenza (caccia ed autodifesa) e non combattimento vero e proprio. Grazie alla modularità del sistema, l'arma poteva essere smontata in due parti e tenuta insieme a quattro caricatori da 20 colpi nella borsa del sedile. Era dotato di calcio di alluminio coperto di plastica tubulare fisso e ponticello del grilletto tondo non usati in altri modelli di CAR-15, e non aveva né attacco per baionetta né forward assist. L'impugnatura era ridotta, e sulla volata vi era un Tromboncino conico o il moderatore da 8,75 cm.

### CAR-15 Commando (XM177/GAU-5)
La versione Commando non era inizialmente parte del CAR-15 Military Weapons System, ma fu aggiunto nel 1966 in seguito alle richieste dell'esercito, ed in risposta ai problemi del CAR-15 SMG. Fu cambiato il calcio triangolare estensibile con uno tubolare telescopico, e fu cambiato il ponticello del grilletto con uno più semplice. Il Modello 609 aveva il forward assist, mentre il Modello 610 no, il Modello 610B era dotato di selettore di fuoco a quattro posizioni, ma non fu usato dall'esercito. Tutte le versioni avevano il moderatore da 10,63 cm
Il Modello 610 fu chiamato XM177 ma chiamato dall'aeronautica GAU-5/A Submachine Gun (GAU = Gun, Aircraft, Unit.). L'esercito acquistò 2.815 esemplari di md.609 CAR-15 Commandos il 28 giugno 1966, con il nome ufficiale di Submachine Gun, 5.56 mm, XM177E1. Da contratto la Colt doveva fornire ogni XM177E1 con sette caricatori da 30 colpi, ma la Colt non riuscì ad ideare un caricatore curvo di questa capienza che funzionasse anche nell'M16, così vennero dotati di caricatori da 20 colpi. L'unica eccezione fu il 5th Special Forces Group, che ricevette quattro dei primi caricatori da 30 colpi. La Colt terminò la consegna nel marzo 1967.
Nel 1967, in risposta ai test in azione, si decise di allungare la canna da 25 cm a 28,75 mm, riducendo, così, vampata e rumore di sparo, e permettendo l'utilizzo del lanciagranate XM148. Fu aggiunto un attacco al moderatore che permettesse l'attacco del lanciagranate e granate da fucile. Le versioni Commando con canna più lunga furono chiamate Modello 629 (con forward assist) e Modello 649 (senza forward assist).
Nell'aprile del 1967 l'esercito americano acquistò 510 Colt 629 Commando per l'uso da parte del MACVSOG, e li chiamò XM177E2. La consegna fu ultimata nel settembre del 1967. L'aviazione acquistò un modello simile senza forward assist e la chiamò GAU-5A/A, ma non è risaputo se era il modello 630 o 649. Secondo John Plaster e altre fonti, l'assenza di un caricatore da 30 colpi continuò ad essere problematico, così gli operatori dei SOG (Special Operations Groups) misero insieme i soldi per acquistarli sul mercato civile statunitense. I problemi di gittata, precisione, accumulo di sporco nella canna continuarono ad essere presenti nella serie XM177, e i programmi di studio per migliorie costavano troppo e richiedevano troppo tempo, così, anche a causa del diminuito coinvolgimento in Vietnam, l'esercito declinò le proposte. La produzione terminò nel 1970.

### Colt Model 653 M16A1 Carbine
Nei primi anni settanta La Colt iniziò lo sviluppo di una carabina dell'M16A1 con canna da 368 mm. Questa lunghezza fu decisa in quanto era compatibile con i sistemi di azionamento a presa di gas esistenti in quel periodo, e permetteva il montaggio di una baionetta standard da M16. Pur avendo una canna più lunga delle carabine precedenti, la lunghezza complessiva non aumentò. A seconda della presenza di un calcio fisso o regolabile, o della presenza o assenza del forward assist, queste carabine furono chiamate Model 651, 652, 653, o 654. Tutti i modelli usavano il rompifiamma a "birdcage" ("gabbia per uccelli") dell'M16A1. Solo il modello 653 con calcio regolabile e forward assist, fu acquistato in numeri rilevanti dall'esercito statunitense. La United States Army, Navy e Air Force, e le forze armate malesi acquistarono piccole quantità di Model 653 per forze speciali o forze di sicurezza.
Durante la guerra del Kippur, il governo statunitense mandò all'Israel Defense Forces, insieme ad altri equipaggiamenti militari, dei Model 653 come parte dell'operazione Nickel Grass. Questi Model 653, chiamati CAR-15 dai loro utilizzatori, sono tuttora in uso con la IDF. Alcuni sono stati pesantemente modificati negli anni, per esempio cambiando tipo di canna o accorciandola. Sono stati soprannominati Mekut'zar or Mekut'zrar (rispettivamente il termine gergale per CAR-15 e carabine a canna accorciata). Stanno venendo gradualmente sostituite da, o cambiate in, carabina M4. La Colt dette licenza alla Elisco Tools per produrre la carabina M16A1 nelle Filippine, che la usarono ampiamente con il nome di Model 653P.

### M4 Carbine
Nei primi anni ottanta, in seguito a richiesta dell'United States Marine Corps, la Colt aggiornò il fucile M16A1, dando vita all'M16A2. Tra i cambiamenti maggiori vi erano: il rinforzo del castello inferiore, un deflettore di bossoli in uscita, un trombincino rompifiamma a birdcage ("gabbia da uccelli") ideato per funzionare anche come freno di bocca, ed una canna con un passo di rigatura più veloce, cioè un giro completo ogni 17,5 cm. Quest'ultimo accorgimento era dovuto alla sostituzione dei vecchi proiettili M193 da 55 grani con i nuovi M855 da 62 grani. La canna era anche più spessa nell'area dopo il copricanna/impugnatura anteriore. Questi cambiamenti furono anche fatti alle carabine, che furono conseguentemente chiamate carabine M16A2. La carabina M16A2 Model 723 usava gli organi di mira metallici aperti dell'M16A1, ma era dotato di deflettore per bossoli in uscita. La canna era dotata della nuova rigatura più veloce, ma era più sottile delle canne delle vecchie carabine M16A1. Come per il modello 653, l'esercito statunitense ne acquistò piccole quantità per le forze speciali.
Nel 1983, la Diemaco sviluppò una carabina simile alla Model 723, la C8 carbine, versione carabina del fucile Colt Canada C7, per l'uso da parte delle Canadian Forces. I C8 originali furono prodotti dalla Colt con il nome di Model 725.
Nel 1984, Il governo statunitense chiese alla Colt di sviluppare una carabina con una massima intercambiabilità di pezzi con il fucile d'ordinanza M16A2. La Colt chiamò questa carabina XM4. Il progetto culminò con l'adozione ufficiale della carabina M4 nel 1994.
Gli Emirati Arabi Uniti voleva acquistare delle carabine M16A2 con la canna più spessa del fucile M16A2, ma comunque capaci di montare il lanciagranate M203, il problema era che l'M203 era stato progettato per essere montato sulla canna più fine dell'M16A1. Così fu creata una canna "step-cut" (con "taglio a scalino") apposita con un pezzo più sottile per permettere l'attacco del lanciagranate. Le carabine M16A2 con castello superiore A2 e la canna "step-cut" furono denominate Model 727. Queste sono spesso chiamate carabine "Abu Dhabi", riferendosi alla capitale degli Emirati Arabi Uniti, Abu Dhabi. Pure l'esercito statunitense ne acquistò un certo quantitativo, prima dell'adozione dell'M4.

### GUU-5/P
La United States Air Force ha fatto dei cambiamento ad hoc ai suoi GAU-5/A e GAU-5A/A. Le canne ed i moderatori sono stati sostituiti con la canna più lunga da 36,25 cm con passo di rigatura di 1 giro ogni 30 cm, ma mantennero il nome originale. Con il cambio alla cartuccia M855, fu cambiata la canna per la nuova rigatura con passo 1 ogni 17,5 cm, oppure fu cambiato l'intero insieme canna/castello superiore. I contrassegni GAU-5/A o GAU-5A/A furono rimossi dalle armi, e furono rinominate GUU-5/P. Mantennero anche la capacità di fuoco automatico invece che lo sparo a raffica.
Il nuovo nome definiva più precisamente il ruolo dell'arma nell'U.S. Air Force Aerospace Equipment Type Designation System (AETDS) (sistema di nomenclatura per forze aeree). Le armi avevano inizialmente la nomenclatura delle armi aeronautiche, in quanto erano messe nella categoria GA (essendo GA la nomenclatura di un'arma da fuoco aerea, con U indicante unità, cioè un sistema completo, e non solo la parte di un kit), seguite dal suffisso /A che indicava che il sistema era per aerei. GUU è nella categoria "guns, miscellaneous personal equipment" (armi da fuoco, equipaggiamento individuale miscellaneo), ed il suffisso /P indicava l'equipaggiamento individuale.

### Colt Commando
Anche se la Colt produce principalmente carabine con canne da 36,25 cm e fucili con canne da 50 cm, continua a produrre carabine con canna da 28,75 cm, che chiama Commando. Queste sono assemblate da qualunque parti sono disponibili, quindi le Model 733 possono avere molte diverse configurazioni. A seconda del modello, possono avere selettore di fuoco a tre posizioni (sicura, semiauto e raffica) o a quattro posizioni (sicura, semiauto, raffica o fuoco automatico). Il Model 933 ha una culatta "flattop" (con il lato superiore piatto), con un maniglione di trasporto rimovibile e una Slitta Picatinny MIL-STD-1913. Originalmente chiamate M16A2 Commando, sono oggi vendute con il nome di M4 Commando.
Alcune forze speciali statunitensi, come quelle dell'esercito, usano la M4 Commando, anche se in quantità limitata. I Force Recon dei marines a volte usano gli M4 Commando in luogo delle pistole M9.
La canna del commando, più corta delle carabine e fucili normali, ha come risultato una maggior vampa durante lo sparo e una velocità alla volata sensibilmente minore, il che ne diminuisce le potenzialità di ferimento. Nel 2005 la Colt produsse una versione con capacità solamente semiautomatica, nominata Model 6933.
La Mk 18 Mod 0 con canna da 25,75 cm è stata presa dai Navy SEAL nel ruolo di carabina ultracompatta.